# Mounds State Park
Im 117 Hektar großen Mounds State Park sind mehrere Mounds, Erdhügel und -wälle erhalten, die teilweise vor über 2000 Jahren erschaffen wurden. Der 1930 eröffnete State Park liegt bei Anderson im Madison County des US-Bundesstaates Indiana und ist über die Interstate 69 erreichbar.
Die ältesten der 10 Mounds werden auf 160 Jahre vor unserer Zeitrechnung datiert und als Bauwerke der Adena-Kultur und der Hopewell-Kultur zugeordnet. Die Höhe der Erdwerke erreicht zwischen wenigen Dezimetern und mehreren Metern. Der größte und besterhaltene Mound ist der Great Mound mit einem Umfang von 400 Metern. Die Mounds wurden von den Adena sowohl für Zeremonien und Feierlichkeiten als auch für astronomische Zwecke wie dem Beobachten der Sonnenwende, der Tagundnachtgleiche und weiteren Himmelereignissen genutzt. Mit Hilfe der Mounds konnten die Jahreszeiten eingeteilt werden und Himmelspositionen der Hundert hellsten Sterne, der Planeten und des Erdmondes bestimmt werden. Die Hopewell nutzen einige der Mounds später auch als Grabhügel.
Anfang des 19. Jahrhunderts ließ sich die deutsche Einwandererfamilie Bronnenberg in dem Gebiet nieder. Sie bearbeiteten 250 Hektar Landfläche und veranstalteten Pferderennen auf der heutigen Mounds Road. Frederick Bronneberg jr. erbaute in den 1840ern ein zweistöckiges Farmgebäude, wobei er alle Baumaterialien aus der Gegend verwendete. Dazu gehörte das Holz des einheimischen Tulpenbaumes ebenso wie selbsgebrannte Ziegel oder die Kalksteine für das Fundament aus einem Steinbruch am White River, der im Westen des State Parks fließt.
Die Indiana Union Traction Company kaufte 1897 einen Teil des Landes und betrieb im südlichen Abschnitt mit dem „Mounds Park“ einen Freizeitpark mit Achterbahn, Karussell, Rollschuhbahn, Schießbude und Bootsfahrten auf dem anliegenden White River. Das Restaurant mit Tanzsalon war in den 1920er Jahren, den Roaring Twenties, Schauplatz von mehreren Tanzmarathons. Mit der Great Depression brach das Geschäft ein und die Madison County Historical Society erwarb das Land, um es dem Bundesstaat Indiana zu übertragen, der im Oktober 1930 den Mounds State Park eröffnete. Unter den Wanderwegen mit verschiedenen Schwierigkeitsgraden wurde auch ein Baumlehrpfad eingerichtet. Grillplätze, Angelmöglichkeiten, ein Schwimmbecken und Campingplatz runden das Freizeitangebot ab.
Das Besucherzentrum war lange Zeit im ehemaligen Farmhaus der Bronnenbergs und ist erst seit 2003 in einem Neubau untergebracht. Im Jahr 2009 konnten über 390.000 Besucher gezählt werden.
Seit dem 18. Januar 1973 ist der Mounds State Park als prähistorische Stätte im National Register of Historic Places aufgeführt.